# Franz Marszalek
Franz Marszalek (Breslau (Silèsia), 2 d'agost, 1900 - Colònia (Rin del Nord-Westfàlia), 28 d'octubre, 1975), va ser un director d'orquestra i compositor alemany.

## Biografia
Marszalek va estudiar a la "Universitat de Silesia Friedrich Wilhelm" a Wroclaw. Després dels seus primers anys d'activitat musical a Silèsia com a director de cinema i teatre i director de banda a la "Schlesische Funkstunde AG" i al "Breslauer Rundfunk", va treballar a Berlín a partir de 1933 com a director d'orquestra i arranjador sol·licitat (també per a pel·lícules sonores). Durant els anys de la guerra va treballar per al "Reichsrundfunk".
De 1949 a 1965 va ser director de l'Orquestra de la Ràdio de Colònia. Amb aquesta orquestra va marcar el to del "Westdeutscher Rundfunk Cologne" (WDR) en les àrees d'opereta, música clàssica lleugera i música lleugera sofisticada; Per exemple, va conrear intensament l'obra del seu amic Eduard Künneke. Va estar especialment compromès amb Leo Fall i Walter Wilhelm Goetze, als quals valorava molt. Va presentar primers enregistraments complets de Der Zigeunerbaron i Der Karneval in Rom (Johann Strauss), Das Land des Lächelns i Paganini (Franz Lehár), així com Liebe im Dreiklang (Walter Wilhelm Goetze), tots amb Peter Anders. Marszalek es considerava una "enciclopèdia d'opereta ambulant". Les seves habilitats i coneixements en aquesta àrea són inigualables.
Els seus enregistraments, que destaquen per la seva vivacitat natural i gran qualitat, encara avui es poden escoltar a la ràdio de tant en tant. Els artistes que utilitza sovint inclouen: Anny Schlemm, Franz Fehringer, Herta Talmar, Renate Holm, Ingeborg Hallstein, Sándor Kónya, Heinz Hoppe, Rita Bartos, Willy Hofmann, Benno Kusche, Willy Schneider i Herbert Ernst Groh. Marszalek va supervisar els enregistraments musicals d'una sèrie de produccions d'opereta per a televisió a finals dels anys 50 i principis dels 60 (incloses les del jove Fritz Wunderlich). Franz Marszalek va treballar no només a la ràdio i la televisió, sinó també a la indústria discogràfica. El segell Polydor de Deutsche Grammophon va publicar desenes de seccions transversals d'opereta i imatges de compositors als anys 50 i 60, que van gaudir d'una gran popularitat. Marszalek no només va ser un eminent director d'opereta. Amb l'Orquestra Simfònica de la Ràdio de Colònia va gravar un extens repertori de música clàssica. També aquí, com a l'àrea de l'opereta, va gravar moltes rareses.
A les dècades de 1950 i 1960, Franz Marszalek també va supervisar un programa de ràdio sobre WDR sota el títol Mr. Sanders opens his record cabinet, en el qual presentava música clàssica i òperes en enregistraments històrics.
El 19 de març de 1966 se li va concedir la Creu al Mèrit de 1a Classe de l'Ordre del Mèrit de la República Federal d'Alemanya. La tomba de Marszalek es troba al Westfriedhof de Colònia.
El seu fill va ser el càmera Michael Marszalek (1930–2014). La seva néta Renate Haidinger és la fundadora i presidenta de l'Associació Alemanya de càncer de mama, que es compromet a conscienciar i educar el públic sobre el càncer de mama.

## Filmografia (selecció)
- 1943: Die Wirtin zum Weißen Rößl (com a director)